# Stomping Grounds
Stomping Grounds è stato un evento in pay-per-view di wrestling prodotto dalla WWE, svoltosi il 23 giugno 2019 al Tacoma Dome di Tacoma (Washington).

## Storyline
Il 19 maggio, a Money in the Bank, Charlotte Flair ha sconfitto Becky Lynch conquistando lo SmackDown Women's Championship ma, subito dopo, ha perso la cintura contro Bayley, la quale ha incassato il contratto del Money in the Bank. Nella puntata di SmackDown del 4 giugno Alexa Bliss (appartenente al roster di Raw) ha sconfitto Carmella e Charlotte Flair, conquistando la possibilità di sfidare Bayley per lo SmackDown Women's Championship a Stomping Grounds.
A Money in the Bank, Becky Lynch ha difeso con successo il Raw Women's Championship contro Lacey Evans. Il rematch titolato tra le due è stato dunque annunciato per Stomping Grounds.
Il 7 giugno, a Super ShowDown, Seth Rollins difese con successo l'Universal Championship contro Baron Corbin. Il rematch titolato fra i due è stato annunciato per Stomping Grounds, con Corbin che dovrà ancora annunciare l'arbitro speciale per tale incontro.
A Super Show-Down, Kofi Kingston ha difeso con successo il WWE Championship contro Dolph Ziggler (grazie anche all'aiuto di Xavier Woods). Il rematch titolato tra i due, questa volta in uno Steel Cage match, è stato dunque annunciato per Stomping Grounds.
A Super Show-Down, Shane McMahon ha sconfitto Roman Reigns grazie all'intervento di Drew McIntyre. A seguito di ciò, un match fra McIntyre e Reigns è stato annunciato per Stomping Grounds.
Nella puntata di 205 Live dell'11 giugno il Fatal 4-Way match tra Akira Tozawa, Drew Gulak, Humberto Carrillo e Oney Lorcan è terminato con un doppio schienamento tra Gulak e Tozawa, e dunque nella successiva puntata il general manager di 205 Live, Drake Maverick, ha stabilito che sia Tozawa che Gulak affronteranno Tony Nese per il Cruiserweight Championship a Stomping Grounds in un Triple Threat match.
Nella puntata di Raw del 17 giugno Ricochet ha vinto un Fatal 5-Way Elimination match che includeva anche Bobby Lashley, Braun Strowman, Cesaro e The Miz, ottenendo dunque la possibilità di sfidare Samoa Joe per lo United States Championship a Stomping Grounds.
Nella puntata di SmackDown dell'11 giugno il New Day hanno sconfitto Kevin Owens e Sami Zayn. Nella successiva puntata di Raw del 17 giugno il New Day ha sconfitto Owens, Zayn e Baron Corbin in un 2-out-of-3 Falls match per 2-0. Un match fra Big E e Woods del New Day e Owens e Zayn è stato annunciato per Stomping Grounds.
Nella puntata di SmackDown dell'11 giugno gli Heavy Machinery hanno sconfitto i jobber AJ Kirsh e Dave Dutra, conquistando gli "Yolo County Tag Team Championship", in un match che originariamente era stato annunciato per gli SmackDown Tag Team Champions Daniel Bryan e Rowan. Successivamente, dopo aver sconfitto il B-Team, gli Heavy Machinery affronteranno Bryan e Rowan a Stomping Ground per lo SmackDown Tag Team Championship.

## Risultati
| #       | Incontri                                                               | Stipulazioni                                                                                      | Durata |
| ------- | ---------------------------------------------------------------------- | ------------------------------------------------------------------------------------------------- | ------ |
| Kickoff | Drew Gulak ha sconfitto Tony Nese (c) e Akira Tozawa                   | Triple threat match per il WWE Cruiserweight Championship                                         | 11:20  |
| 1       | Becky Lynch (c) ha sconfitto Lacey Evans per sottomissione             | Single match per il WWE Raw Women's Championship                                                  | 11:30  |
| 2       | Kevin Owens e Sami Zayn hanno sconfitto il New Day (con Kofi Kingston) | Tag team match                                                                                    | 11:05  |
| 3       | Ricochet ha sconfitto Samoa Joe (c)                                    | Single match per il WWE United States Championship                                                | 12:25  |
| 4       | Daniel Bryan e Erick Rowan (c) hanno sconfitto gli Heavy Machinery     | Tag team match per il WWE SmackDown Tag Team Championship                                         | 14:25  |
| 5       | Bayley (c) ha sconfitto Alexa Bliss (con Nikki Cross)                  | Single match per il WWE SmackDown Women's Championship                                            | 10:35  |
| 6       | Roman Reigns ha sconfitto Drew McIntyre (con Shane McMahon)            | Single match                                                                                      | 17:20  |
| 7       | Kofi Kingston (c) ha sconfitto Dolph Ziggler                           | Steel cage match per il WWE Championship                                                          | 20:00  |
| 8       | Seth Rollins (c) ha sconfitto Baron Corbin                             | No-disqualification match per il WWE Universal Championship con Lacey Evans come arbitro speciale | 18:25  |